# کپور گلی چینی
کپور گلی چینی (نام علمی: Cirrhinus molitorella) نام یک گونه از تیره کپورماهیان است.